# Tuki tiki

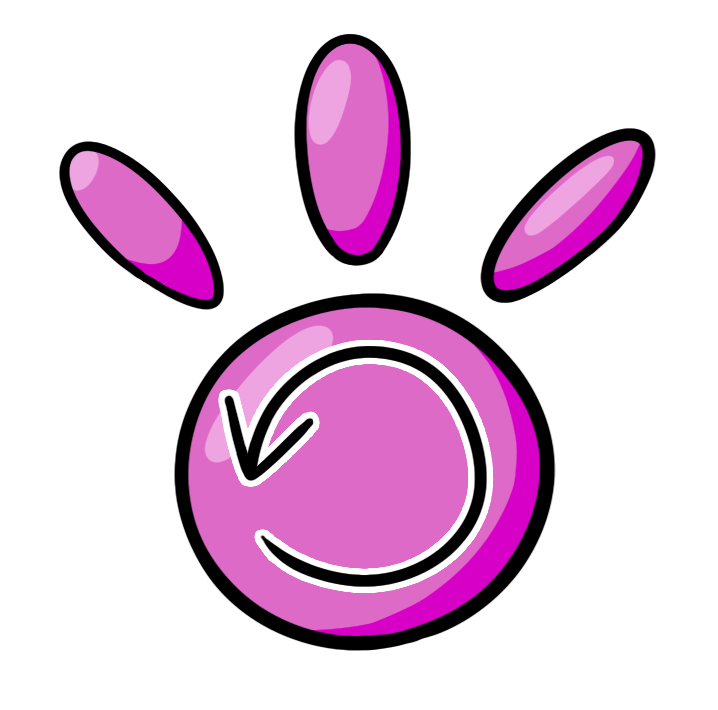
A nyelv logója

A tuki tiki egy mesterséges nyelv, egy úgynevezett tokiponido (olyan mesterséges nyelv, ami valamilyen szinten a toki ponán alapszik) ami a toki pona nyelv szókincsének, illetve hangkészletének lekicsinyítésével készült 'Ðoom Epictooþ' (másnéven ka Tumu), az egyik toki pona beszélő által 2020-ban. A nyelvet leginkább Redditen, illetve Discordon használják. A nyelvnek, bár kisebb mint az elődje, nem célja az, hogy olyan kicsi nyelv legyen, mint amennyire egy nyelv lehet, hanem az, hogy kicsi legyen, de még használható. A tuki tiki egy izoláló nyelv, egyáltalán nem hajlítja, és nem is ragozza a tőszavait semmilyen módon. Beszélőinek száma ismeretlen, viszont a toki pona közössége kifejezetten jól ismeri.

## Hangkészlet
A nyelvben 39 szó van, ami 5 mássalhangzóból és 3 magánhangzóból áll.

### Mássalhangzók
|                    | Bilabiális | Alveoláris | Veláris | Poszt-Alveoláris |
| ------------------ | ---------- | ---------- | ------- | ---------------- |
| Zárhang            | p          | t          | k       |                  |
| Orrhang            | m          |            |         |                  |
| Oldal-Közelítőhang |            |            |         | l                |

(A /t/ hangot /i/ hang előtt lehet /s/-nek vagy /t͡s̠/-nek is ejteni)

### Magánhangzók
|       | Elöl képzett | Hátul képzett |
| ----- | ------------ | ------------- |
| Zárt  | i            | u             |
| Nyílt | a            | a             |

## Nyelvtan
A nyelv nyelvtana kifejezetten egyszerű. A mondatok alap szórendje alany/állítmány/tárgy. A mondatok tárgyát mindig az 'i' szócskával jelöljük.
mi uli muku i kati. - Szeretek/Szeretnék zöldséget enni.
Sosem kezdhető egy mondat nagybetűvel, mert akkor az azt jelentené, hogy az első szó egy tulajdonnév. (pl.: Mi taka helyett mi taka lenne a helyes)
A tulajdonneveket a nyelvben minden esetben fonetikusan át kell írni úgy, hogy se a magánhangzók, se a mássalhangzók nem ütközhetnek, illetve egy szó nem érhet véget egy mássalhangzóval. (pl.: Petőfi Sándor -> ka (ember) Pitupi Tatu)

## Példa
Bábel tornya lefordítva tuki tiki-re:

„
ka a li tuki tama. ka li taka lu kiku Tilala li tiki lu li.
tiki la ka li tuki i li: "taka. mi pali i kiku mi tulu i li."
ka li ilu i kiku i tilu. pali kiku la ka li tuki i li: "taka. mi pali i kiku i lupa tiku. mi uli ala taka lu kiku tu, la mi tu mi uli i titi tama."
tuki li la ka tiku li taka lu kiku li tula i kiku i lupa. ka tiku li tuki i li: "ka a li tu tama li tuki tama. li upi a uli ka. uli ka la a li ki. taka. mi taka lu kiku mi tu i tuki ka."
tiku li taka i ka a lu kiku a. ka li ki ala pali i lupa tiku.
kiku li li titi Papala lu upi li: tiku li tu i tuki i ka lu kiku a”